# Dick Lau
Pour les articles homonymes, voir Lau.
Dick Lau, né le 20 décembre 1985 à Hong Kong, est un joueur professionnel de squash représentant Hong Kong. Il atteint, en mai 2012, la 74e place mondiale sur le circuit international, son meilleur classement. Il est champion de Hong Kong à quatre reprises.

## Palmarès

### Titres
- Championnats de Hong Kong : 4 titres (2007-2010)